# Igreja de São Francisco (Porto)
A Igreja de São Francisco é uma igreja gótica da cidade do Porto, situada na freguesia de São Nicolau em pleno Centro histórico do Porto. A construção iniciou-se no século XIV como parte de um convento Franciscano. É notável pelo seu conjunto de talha dourada barroca do século XVIII. Anexa à sua entrada frontal, situa-se a Igreja da Venerável Ordem Terceira de São Francisco.

## História
Os frades Franciscanos estabeleceram-se no Porto no início do século XIII, tendo-lhes sido atribuído em 1233 um terreno para a construção da sua Igreja. Querelas com o bispo do Porto a respeito dos limites do couto e resistência das autoridades religiosas instaladas fizeram com que durante o século XIV as obras fossem sendo sucessivamente adiadas. A divergência obrigou à intervenção em 1244 do Papa Inocêncio V, que através da Bulla Doelentis accepimus confirma a posse do terreno à ordem Franciscana. Iniciou-se então a edificação das fundações do convento anexo e de uma igreja primitiva, mais modesta e de nave única.
Em 1383 iniciam-se as obras da igreja actual, impulsionadas por decreto de D. Fernando, especial protector dos Franciscanos. A construção foi concluída em 1410. A nova igreja representou uma ampliação significativa do espaço anterior, agora com três naves em cinco tramos, transepto saliente e cabeceira tripartida cintada por contrafortes.
O modelo planimétrico adoptado é similar ao já ensaiado em inúmeros templos portugueses a partir do Gótico mendicante do século XII. Uma característica regional importante é a presença de motivos lacrimais decorados com esferas na parte superior da capela-mor, de influência galega. A estrutura da igreja não sofreu alterações significativas, sendo o melhor exemplo de arquitectura gótica no Porto.
Durante o reinado de D. João I foi  realizada uma pintura mural referente à Senhora da Rosa, atribuída a António Florentim, uma das mais antigas pinturas murais intactas no país.
Durante os séculos XV e XVI várias famílias proeminentes do Porto tornam-se patronos dos Franciscanos, financiando várias das capelas laterais. Um dos exemplos notáveis é a capela de São João Baptista, construída na década de 1530 para a família Carneiro, e desenhada por João de Castilho com motivos manuelinos.
A principal campanha artística foi levada a cabo na primeira metade do século XVIII, quando a maior parte das superfícies interiores, incluindo paredes, colunas, capelas laterais e telhado, foram revestidas com talha dourada barroca.
Em 1833, as instalações conventuais anexas à igreja são destruídas por um incêndio. O fogo teve origem num tiroteio das tropas Miguelistas no final do cerco do Porto. Após o incêndio, o claustro em ruínas foi arrasado para a construção da Bolsa Comercial do Porto, um exemplo notável da arquitectura neoclássica do século XIX. Com a extinção das ordens religiosas em 1834, a Igreja serviu de armazém da Alfândega até 1839.
Em 1910 é classificada como Monumento Nacional.

## Arquitectura e Arte

### Exterior
A fachada principal da igreja contém uma rosácea gótica, ricamente elaborada e decorada. É a única decoração original sobrevivente, sendo o portal um trabalho barroco organizado em dois níveis, onde uma estátua de São Francisco de Assis é suportada por colunas salomónicas.
O portal Sul, orientado para o rio, é uma peça gótica. É proeminente em relação à fachada e possui uma gablete decorada com um pentagrama. A abertura é composta por uma série de arquivoltas decoradas com altos-relevos de influência mudéjar.
A igreja possui três naves com cinco tramos, sendo a nave principal maior em relação às laterais. O lado nascente possui um transepto e uma ábside com três capelas. O cruzeiro é iluminado através das janelas monumentais dos braços do transepto e da capela-mor, assim como por uma rosácea de pequena dimensão sobre a capela-mor com traceria em forma de pentagrama.

### Retábulos

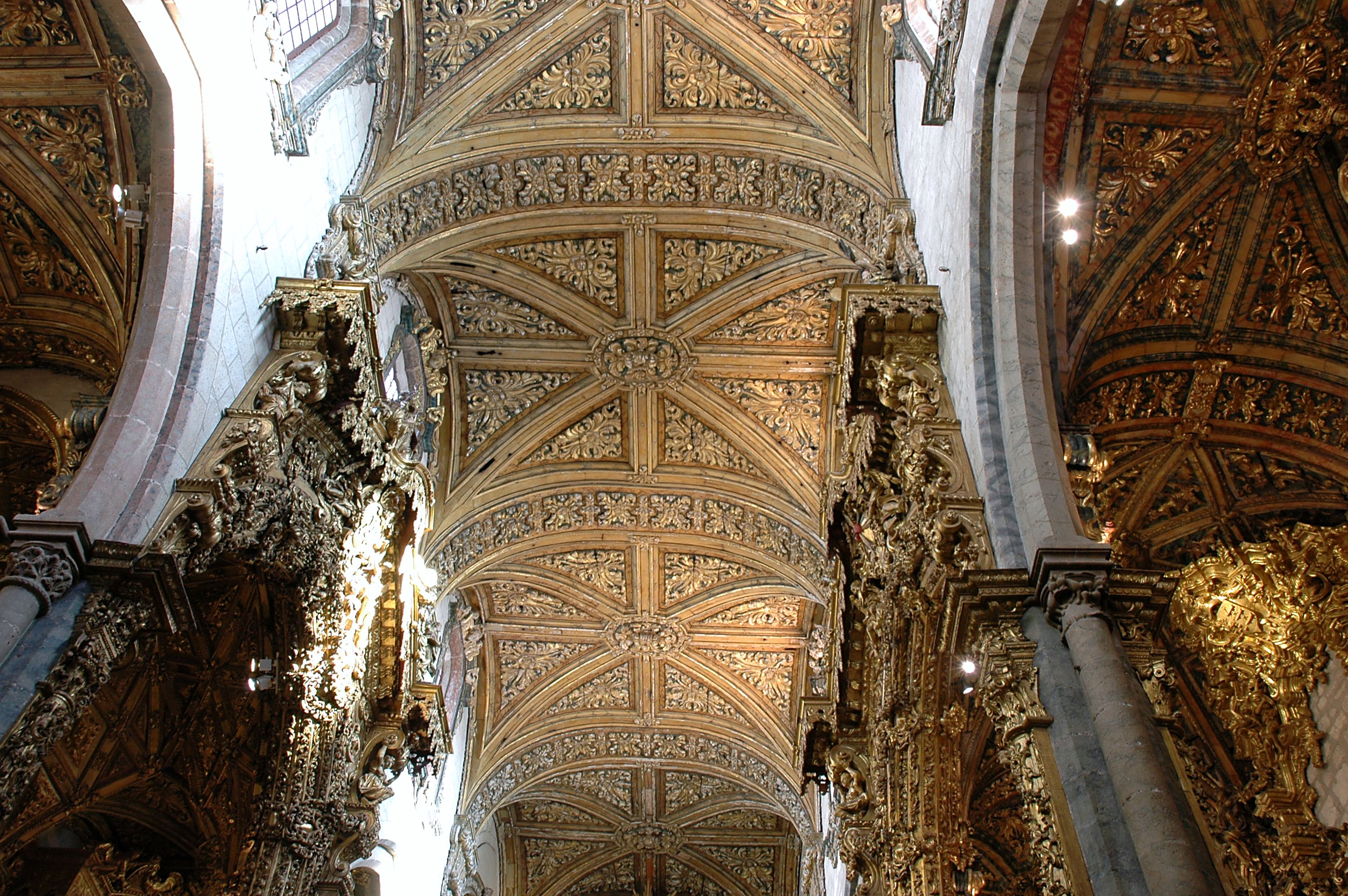
Vista interior, onde são visíveis os retábulos, colunas e revestimento das abóbadas em talha dourada.

Ao longo do século XVII são construídos vários retábulos. Em 1595 é executado o retábulo de São Brás, por Manuel da Ponte. Entre 1612 e 1615 é executado o retábulo da capela de Nossa Senhora dos Anjos por Francisco Moreira, pintado e dourado pelo pintor Inácio Ferraz de Figueiredo. Em 1680 é executado o douramento do retábulo da confraria de São Brás e São José por Manuel Ferreira.
No início do século XVIII, todo o interior sofre uma remodelação profunda através da construção dos principais retábulos de talha dourada, que caracterizam o interior que pode ser hoje observado. A maioria destas intervenções substituiu retábulos dos séculos anteriores.
O retábulo na Capela de Nossa Senhora da Conceição, foi inteiramente reformulado entre 1718 e 1721 sobre uma preexistência. Trata-se de uma obra da autoria de Filipe da Silva e António Gomes e dedicado à Árvore de Jesse. Constitui o mais exuberante exemplo desta temática em Portugal, possuindo também intervenções do escultor Manuel Carneiro Adão.
Em 1724 é realizado o retábulo da Capela de Santo António  pelo entalhador Luís Pereira da Costa. Entre 1740 e 1744 são realizados os retábulos de Nossa Senhora do Socorro e Nossa Senhora da Rosa, entalhados por Manuel da Costa Andrade segundo desenho de Francisco do Couto e Azevedo. Entre 1750 e 1751 são realizados os retábulos da Anunciação da Nossa Senhora, de Nossa Senhora da Encarnação e dos Santos Mártires de Marrocos por Manuel Pereira da Costa Noronha. Entre 1764 e 1765 é realizado o retábulo de Nossa Senhora da Soledade pelo entalhador Francisco Pereira Campanhã.